# Alessandria Challenger
L'Alessandria Challenger, noto come Alessandria Challenger - Trofeo Cassa di Risparmio di Alessandria per ragioni di sponsorizzazione, è stato un torneo professionistico di tennis giocato sulla terra rossa. Faceva parte dell'ATP Challenger Tour e si giocava annualmente nel Centro Sportivo Comunale "I. Barberis" ad Alessandria in Italia, dal 2008 al 2011.

## Albo d'oro

### Singolare
| Anno | Campione            | Finalista             | Punteggio           |
| ---- | ------------------- | --------------------- | ------------------- |
| 2011 | Pablo Carreño Busta | Roberto Bautista Agut | 3–6, 6–3, 7–5       |
| 2010 | Björn Phau          | Carlos Berlocq        | 7–6(6), 2–6, 6–2    |
| 2009 | Blaž Kavčič         | Jesse Levine          | 7–5, 6–3            |
| 2008 | Paolo Lorenzi       | Simone Vagnozzi       | 4–6, 7–6(5), 7–6(4) |

### Doppio
| Anno | Campioni                                           | Finalisti                              | Punteggio           |
| ---- | -------------------------------------------------- | -------------------------------------- | ------------------- |
| 2011 | Martin Fischer Philipp Oswald                      | Jeff Coetzee Andreas Siljeström        | 6(5)–7, 7–5, [10–6] |
| 2010 | Ivan Dodig Lovro Zovko                             | Marco Crugnola Daniel Muñoz de la Nava | 6–4, 6–4            |
| 2009 | Rubén Ramírez Hidalgo Jose Antonio Sanchez-de Luna | Martín Alund Guillermo Hormazábal      | 6–4, 6–2            |
| 2008 | Flavio Cipolla Simone Vagnozzi                     | Matwe Middlekoop Melle van Gemerden    | 3–6, 6–1, [10–4]    |